# Viburnum simonsii
Viburnum simonsii är en desmeknoppsväxtart som beskrevs av Joseph Dalton Hooker och Thoms. Viburnum simonsii ingår i släktet olvonsläktet, och familjen desmeknoppsväxter. Inga underarter finns listade i Catalogue of Life.